# Mollia tomentosa
Mollia tomentosa là một loài thực vật có hoa trong họ Cẩm quỳ. Loài này được George Bentham mô tả khoa học đầu tiên năm 1861 theo mẫu vật số 2653 do Richard Spruce thu thập ven sông Vaupés tại Brasil.

## Phân bố
Loài cây gỗ cao tới 7,5 m (25 pedalis) này có tại miền bắc Brasil, đông nam Colombia, miền nam Venezuela.